# Рыбачий (биологическая станция)
Биологическая станция «Рыбачий» биологическая станция, созданная по инициативе Льва Белопольского в 1956 году на базе первой в мире орнитологической станции (нем. Vogelwarte Rossitten), действовавшей в Росситтене с 1901 по 1944 годы. Биологическая станция «Рыбачий» является подразделением Зоологического института РАН в Санкт-Петербурге, на ней проводятся массовое кольцевание пролётных птиц и исследования различных аспектов миграций ориентации и навигации у мигрирующих птиц, эндокринной регуляции миграций, долгосрочных тенденций динамики численности, влияния изменения климата на популяции птиц. 

## Росситтенская станция

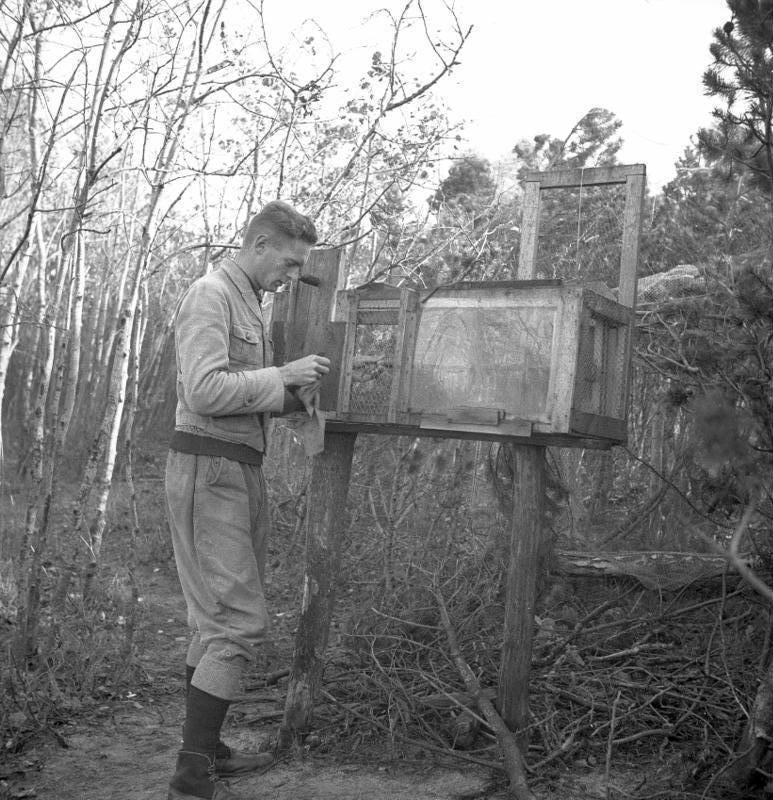
Работа орнитолога в Росситтене, 1939 год

Через Куршскую косу, находящуюся в Куршском заливе Балтийского моря, пролегают пути миграции многих птиц (осенью — около миллиона особей в сутки). Немецкий богослов Иоганнес Тинеманн заинтересовался этим местом в 1896 году, когда посетил небольшой посёлок Росситен, расположенный на косе, и наблюдал массовую миграцию птиц.
По предложению и поддержке Георга Рёрига, немецкого зоолога и защитника птиц, который посетил это место в 1899 году, Иоганнес Тинеманн создал в Росситене первую в мире орнитологическую станцию. Официальное открытие станции состоялось 1 января 1901 года. Её бессменным директором до своей смерти в 1938 году являлся Иоганнес Тинеманн. Затем её возглавил учёный-орнитолог Эрнст Шюз.
Росситтенская орнитологическая станция была одним из самых известных научно-исследовательских учреждений Восточной Германии, просуществовав по 1944 год, когда во время Второй мировой войны эту местность заняла Красная армия. Здесь впервые было налажено систематическое кольцевание птиц.
Из-за войны орнитологическая станция была оставлена в октябре 1944 года, библиотека и научные материалы были эвакуированы в Германию. Свою деятельность станция, ставшая называться Орнитологическая станция в Радольфцелле, продолжила в замке Мёггинген, став в Германии преемником Росситтенской орнитологической станции. 1 апреля 1959 года станция стала отделением Института поведенческой физиологии им. Макса Планка, с 1998 года — отделом Института орнитологии Макса Планка, а с мая 2019 года входит в Институт поведенческой биологии им. Макса Планка.

## Станция «Рыбачий» со стационаром «Фрингилла»
Станция возобновила свою работу в 1956 году с новым персоналом. По инициативе советского учёного-орнитолога Льва Белопольского Президиум Академии наук СССР постановил создать в посёлке с новым названием Рыбачий биологическую (впоследствии орнитологическая) станцию Зоологического института АН СССР (ныне Зоологический институт РАН) с названием «Рыбачий». В 10 километрах к юго-западу от самой станции с 1957 года работает полевой стационар «Фрингилла» с ловушками для отлова перелётных птиц, обслуживаемый сотрудниками биологической станции и добровольными помощниками.
Научное учреждение в национальном парке «Куршская коса» работает по настоящее время, сотрудничая с западными партнерами, в том числе с бывшей орнитологической станцией в Радольфцелле. С 1967 по 1989 годы станцию возглавлял доктор биологических наук Виктор Дольник.
Биологическая станция занимается изучением миграций, гнездовой биологии и дисперсии птиц. Полевой сезон длится семь месяцев, с 1 апреля по 1 ноября, так как именно в этот период через Куршскую косу летит наибольшее количество птиц. Осенью через косу пролетает до одного миллиона птиц в день, а в ловушки попадает до нескольких сотен, а иногда и несколько тысяч птиц. Над косой пролетает более 300 видов птиц, почти 200 гнездятся на косе.
На территории стационара установлены самые высокие в мире ловушки: огромные воронки 15×30×70 м, в конце ловушки маленький вольер, откуда орнитологи вылавливают птиц. Таких ловушек на стационаре две: одна направлена на юг[уточнить], а другая на север[уточнить].
Помимо работы с птицами, станция занимается также изучением насекомых (стрекоз, бабочек) и летучих мышей.

### «Фрингилла»
«Фрингилла» — полевой стационар Биологической станции «Рыбачий» Зоологического института РАН по кольцеванию птиц и изучению их миграционного состояния на Куршской косе, в 11 км от посёлка Рыбачий Калининградской области (бывший Росситтен).
Своё название стационар, находящийся на пути сезонных миграций миллионов птиц, получил в честь зяблика (лат. fringilla) — одной из самых распространённых птиц на Куршской косе.